# Nanularia brunneata
Nanularia brunneata är en skalbaggsart som först beskrevs av Knull 1947.  Nanularia brunneata ingår i släktet Nanularia och familjen praktbaggar. Inga underarter finns listade i Catalogue of Life.